# ريت بتلر
ريت بتلر (ولد في 1828) هو شخصية خيالية في رواية ذهب مع الريح التي صدرت عام 1936م للمؤلفة مارغريت ميتشل وفي فيلم ذهب مع الريح الذي يحمل نفس الاسم لعام 1939م.

## الشخصية
شخصية ريت هي شخصية ساخرة وساحرة ومغازلة (زير النساء). كثيرًا ما يعلن أنه ليس رجل نبيل ولا شرف له، رغم أنه يحترم أولئك الذين يعتبرهم السادة/السيدات المستقيمين والصادقين. غالبًا ما يفكر في أسوأ ما في سكارليت، حتى وهو معجب بها ويحبها. خلال لقائهما الأول قال لها أنها ليست سيدة محترمة ومستقيمة، وهي تشبهه تمامًا. غالبًا ما يسخر من محاولاتها في أن تكون/تظهر لطيفة أو طيبة أو مهذبة، معتقداً أنها لا تناسبها، ويشجعها على طرقها المكيدة، حتى وهو يحتقرها. هو ذو مظهرًا أنيق وشخصية متقلبة، ودائما ما يقول أشياء لا يعنيها تجعل سكارليت تسيء فهمه.